# 500 miles d'Indianapolis 2024
Navigation
Édition précédente Édition suivante
Les 500 miles d'Indianapolis 2024 est un événement de l'IndyCar Series se déroulant sur l'Indianapolis Motor Speedway. La course se déroule sur 200 tours de circuit, soit 500 miles.
Cinquième course de la saison 2024 d'IndyCar Series, cette édition a lieu le 26 mai 2024.

## Engagés
| No. | Pilote                | Equipe                                      | Moteur    |
| --- | --------------------- | ------------------------------------------- | --------- |
| 2   | Josef Newgarden W     | Team Penske                                 | Chevrolet |
| 3   | Scott McLaughlin      | Team Penske                                 | Chevrolet |
| 4   | Kyffin Simpson R      | Chip Ganassi Racing                         |           |
| 5   | Pato O'Ward           | Arrow McLaren                               | Chevrolet |
| 6   | Callum Ilott          | Arrow McLaren                               | Chevrolet |
| 06  | Hélio Castroneves W   | Meyer Shank Racing avec Curb-Agajanian      | Honda     |
| 7   | Alexander Rossi W     | Arrow McLaren                               |           |
| 8   | Linus Lundqvist R     | Chip Ganassi Racing                         |           |
| 9   | Scott Dixon W         | Chip Ganassi Racing                         |           |
| 10  | Álex Palou            | Chip Ganassi Racing                         | Honda     |
| 11  | Marcus Armstrong R    | Chip Ganassi Racing                         |           |
| 12  | Will Power W          | Team Penske                                 |           |
| 14  | Santino Ferrucci      | A. J. Foyt Enterprises                      |           |
| 15  | Graham Rahal          | Rahal Letterman Lanigan Racing              | Honda     |
| 17  | Kyle Larson R         | Arrow McLaren/Rick Hendrick                 |           |
| 18  | Nolan Siegel R        | Dale Coyne Racing                           |           |
| 20  | Ed Carpenter          | Ed Carpenter Racing                         |           |
| 21  | Rinus VeeKay          | Ed Carpenter Racing                         | Chevrolet |
| 23  | Ryan Hunter-Reay W    | DRR-Cusick Motorsports                      | Chevrolet |
| 24  | Conor Daly            | DRR-Cusick Motorsports                      | Chevrolet |
| 26  | Colton Herta          | Andretti Global avec Curb-Agajanian         | Honda     |
| 27  | Kyle Kirkwood         | Andretti Global                             | Honda     |
| 28  | Marcus Ericsson W     | Andretti Global                             | Honda     |
| 30  | Pietro Fittipaldi     | Rahal Letterman Lanigan Racing              | Honda     |
| 33  | Christian Rasmussen R | Ed Carpenter Racing                         | Chevrolet |
| 41  | Sting Ray Robb        | A. J. Foyt Enterprises                      | Chevrolet |
| 45  | Christian Lundgaard   | Rahal Letterman Lanigan Racing              | Honda     |
| 51  | Katherine Legge       | Dale Coyne Racing avec RWR                  | Honda     |
| 60  | Felix Rosenqvist      | Meyer Shank Racing                          | Honda     |
| 66  | Tom Blomqvist R       | Meyer Shank Racing                          | Honda     |
| 75  | Takuma Sato W         | Rahal Letterman Lanigan Racing              | Honda     |
| 77  | Romain Grosjean       | Juncos Hollinger Racing                     | Chevrolet |
| 78  | Agustín Canapino      | Juncos Hollinger Racing                     | Chevrolet |
| 98  | Marco Andretti        | Andretti Herta avec Marco et Curb-Agajanian | Honda     |

- W Ancien vainqueur Indianapolis 500
- R Rookie

## Grille de départ
| Ligne | Intérieur | Intérieur           | Milieu | Milieu              | Extérieur | Extérieur             |
| ----- | --------- | ------------------- | ------ | ------------------- | --------- | --------------------- |
| 1     | 3         | Scott McLaughlin    | 12     | Will Power W        | 2         | Josef Newgarden W     |
| 2     | 7         | Alexander Rossi W   | 17     | Kyle Larson R       | 14        | Santino Ferrucci      |
| 3     | 21        | Rinus VeeKay        | 5      | Pato O'Ward         | 60        | Felix Rosenqvist      |
| 4     | 75        | Takuma Sato W       | 27     | Kyle Kirkwood       | 23        | Ryan Hunter-Reay W    |
| 5     | 26        | Colton Herta        | 10     | Álex Palou          | 6         | Callum Ilott          |
| 6     | 11        | Marcus Armstrong R  | 20     | Ed Carpenter        | 4         | Kyffin Simpson R      |
| 7     | 98        | Marco Andretti      | 06     | Hélio Castroneves W | 9         | Scott Dixon W         |
| 8     | 78        | Agustín Canapino    | 41     | Sting Ray Robb      | 33        | Christian Rasmussen R |
| 9     | 66        | Tom Blomqvist R     | 77     | Romain Grosjean     | 8         | Linus Lundqvist R     |
| 10    | 45        | Christian Lundgaard | 24     | Conor Daly          | 30        | Pietro Fittipaldi     |
| 11    | 51        | Katherine Legge     | 28     | Marcus Ericsson W   | 15        | Graham Rahal          |

## Classement final
| Pos | No. | Pilote                | Equipe                                                         | Chassis | Moteur    | Tours | Temps/Abandon | Pit Stops | Grille | Pts. |
| --- | --- | --------------------- | -------------------------------------------------------------- | ------- | --------- | ----- | ------------- | --------- | ------ | ---- |
| 1   | 2   | Josef Newgarden W     | Team Penske                                                    | Dallara | Chevrolet | 200   | 2:58:49.4079  | 5         | 3      | 61   |
| 2   | 5   | Pato O'Ward           | Arrow McLaren                                                  | Dallara | Chevrolet | 200   | +0.3417       | 6         | 8      | 46   |
| 3   | 9   | Scott Dixon W         | Chip Ganassi Racing                                            | Dallara | Honda     | 200   | +0.9097       | 6         | 21     | 36   |
| 4   | 7   | Alexander Rossi W     | Arrow McLaren                                                  | Dallara | Chevrolet | 200   | +1.1691       | 5         | 4      | 42   |
| 5   | 10  | Álex Palou            | Chip Ganassi Racing                                            | Dallara | Honda     | 200   | +1.5079       | 5         | 14     | 31   |
| 6   | 3   | Scott McLaughlin      | Team Penske                                                    | Dallara | Chevrolet | 200   | +2.0593       | 5         | 1      | 43   |
| 7   | 27  | Kyle Kirkwood         | Andretti Global                                                | Dallara | Honda     | 200   | +2.5379       | 6         | 11     | 29   |
| 8   | 14  | Santino Ferrucci      | A. J. Foyt Racing                                              | Dallara | Chevrolet | 200   | +3.6143       | 5         | 6      | 32   |
| 9   | 21  | Rinus VeeKay          | Ed Carpenter Racing                                            | Dallara | Chevrolet | 200   | +3.9560       | 5         | 7      | 29   |
| 10  | 24  | Conor Daly            | Dreyer & Reinbold Racing avec Cusick Motorsports               | Dallara | Chevrolet | 200   | +4.6071       | 6         | 29     | 21   |
| 11  | 6   | Callum Ilott          | Arrow McLaren                                                  | Dallara | Chevrolet | 200   | +4.9652       | 7         | 15     | 20   |
| 12  | 33  | Christian Rasmussen R | Ed Carpenter Racing                                            | Dallara | Chevrolet | 200   | +5.3234       | 6         | 24     | 19   |
| 13  | 45  | Christian Lundgaard   | Rahal Letterman Lanigan Racing                                 | Dallara | Honda     | 200   | +6.1824       | 7         | 28     | 18   |
| 14  | 75  | Takuma Sato W         | Rahal Letterman Lanigan Racing                                 | Dallara | Honda     | 200   | +6.6893       | 6         | 10     | 19   |
| 15  | 15  | Graham Rahal          | Rahal Letterman Lanigan Racing                                 | Dallara | Honda     | 200   | +7.3608       | 7         | 33     | 16   |
| 16  | 41  | Sting Ray Robb        | A. J. Foyt Racing                                              | Dallara | Chevrolet | 200   | +8.5098       | 5         | 23     | 15   |
| 17  | 20  | Ed Carpenter          | Ed Carpenter Racing                                            | Dallara | Chevrolet | 200   | +8.9081       | 6         | 17     | 14   |
| 18  | 17  | Kyle Larson R         | Arrow McLaren avec Rick Hendrick                               | Dallara | Chevrolet | 200   | +9.4846       | 6         | 5      | 21   |
| 19  | 77  | Romain Grosjean       | Juncos Hollinger Racing                                        | Dallara | Chevrolet | 200   | +9.8312       | 7         | 26     | 11   |
| 20  | 06  | Hélio Castroneves W   | Meyer Shank Racing avec Curb-Agajanian                         | Dallara | Honda     | 200   | +10.3602      | 5         | 20     | 10   |
| 21  | 4   | Kyffin Simpson R      | Chip Ganassi Racing                                            | Dallara | Honda     | 200   | +11.0931      | 8         | 18     | 10   |
| 22  | 78  | Agustín Canapino      | Juncos Hollinger Racing                                        | Dallara | Chevrolet | 199   | +1 Lap        | 6         | 22     | 8    |
| 23  | 26  | Colton Herta          | Andretti Global avec Curb-Agajanian                            | Dallara | Honda     | 170   | Contact       | 4         | 13     | 7    |
| 24  | 12  | Will Power W          | Team Penske                                                    | Dallara | Chevrolet | 145   | Contact       | 4         | 2      | 17   |
| 25  | 98  | Marco Andretti        | Andretti Herta Autosport avec Marco Andretti et Curb-Agajanian | Dallara | Honda     | 113   | Contact       | 5         | 19     | 5    |
| 26  | 23  | Ryan Hunter-Reay W    | Dreyer & Reinbold Racing avec Cusick Motorsports               | Dallara | Chevrolet | 107   | Contact       | 4         | 12     | 6    |
| 27  | 60  | Felix Rosenqvist      | Meyer Shank Racing                                             | Dallara | Honda     | 55    | Mecanique     | 1         | 9      | 9    |
| 28  | 8   | Linus Lundqvist R     | Chip Ganassi Racing                                            | Dallara | Honda     | 27    | Contact       | 2         | 27     | 5    |
| 29  | 51  | Katherine Legge       | Dale Coyne Racing avec Rick Ware Racing                        | Dallara | Honda     | 22    | Mecanique     | 1         | 31     | 5    |
| 30  | 11  | Marcus Armstrong R    | Chip Ganassi Racing                                            | Dallara | Honda     | 6     | Mecanique     | 0         | 16     | 5    |
| 31  | 66  | Tom Blomqvist R       | Meyer Shank Racing                                             | Dallara | Honda     | 0     | Contact       | 0         | 25     | 5    |
| 32  | 30  | Pietro Fittipaldi     | Rahal Letterman Lanigan Racing                                 | Dallara | Honda     | 0     | Contact       | 0         | 30     | 5    |
| 33  | 28  | Marcus Ericsson W     | Andretti Global                                                | Dallara | Honda     | 0     | Contact       | 0         | 32     | 5    |